# Обухово (Притобольний район)
Обу́хово (рос. Обухово) — село у складі Притобольного району Курганської області, Росія. Адміністративний центр та єдиний населений пункт Обуховської сільської ради.
Населення — 370 осіб (2010, 493 у 2002).
Національний склад станом на 2002 рік:
- росіяни — 99 %